# Kirche St. Donat (Krk)
Die Kirche St. Donat (kroatisch: Crkva sv. Dunata) liegt nahe dem Dorf Kornić bei Punat in der Großgemeinde der Stadt Krk auf der Insel Krk in Kroatien. Die Kirche befindet sich in einer kleinen, von einer Mauer eingefassten Grünfläche an der Landstraße 102 von Krk nach Punat südlich des Dorfkerns von Kornić.

Informationstafel an der Kirche

Der Zeitpunkt der Erbauung der Kirche, die dem Heiligen Donatus von Arezzo geweiht ist, wird (widersprüchlich) mit dem 9. Jahrhundert und der ersten Hälfte 12. Jahrhundert laut Informationstafel an der Kirche angegeben.
Die Kirche ist etwa 12 m × 7 m groß, hat einen kreuzförmigen Grundriss und besteht aus einem romanischen Kreuzgewölbe, vor dem sich im Westen ein rechteckiger Eingangsbereich befindet; errichtet wurde sie aus dem vor Ort vorkommenden Kalkstein.
Das Gewölbe der Kirche besteht von außen aus unbehauenen Steinen, behauene Steine am Fuß der Mauern deuten darauf hin, dass die ursprüngliche Verkleidung abhandengekommen ist.
Die Kirche ist eine Sehenswürdigkeit und gilt neben der Kirche Sv. Donat in Zadar und der Heilig-Kreuz-Kirche (Nin) als eines der bedeutendsten Zeugnisse altkroatischer Baukunst.